# Nicolás Rofrano
Nicolás Rofrano (fl. XX secolo) è stato un calciatore argentino, di ruolo attaccante.

## Caratteristiche tecniche
Giocava come mezzala sinistra. Fisicamente era basso e sovrappeso; le sue doti migliori erano la visione di gioco, l'abilità nella gestione dello stesso e la creatività. Un suo punto debole era la scarsa mobilità.

## Carriera

### Club
Nel 1915 entrò a far parte della rosa del River Plate: vi rimase per sette stagioni consecutive, partecipando a varie edizioni della Copa Campeonato. Divenne uno dei giocatori migliori in rosa, giocando come mezzala sinistra titolare. Nel 1922 passò all'Alvear, per tornare poi l'anno seguente al River.

### Nazionale
Giocò sei partite con la Nazionale argentina tra il 1917 e il 1922. Debuttò il 15 agosto 1917, nell'incontro di Avellaneda contro l'Uruguay, in occasione della Copa Lipton. Nello stesso anno partecipò alla Copa Nicanor R. Newton. Nel 1918 scese in campo nelle due partite valide per la Copa Gran Premio de Honor Uruguayo, mentre nel 1919 fu impiegato per la Copa Roberto Cherry. Fu convocato per il Sudamericano de Selecciones 1919, ma non fu mai utilizzato. Nel 1922 fu nuovamente chiamato a rappresentare il proprio Paese nel torneo continentale: stavolta giocò, disputando per intero la gara con l'Uruguay dell'8 ottobre.